# Léonce Celier
Léonce Celier, né le 19 janvier 1885 au Mans et mort le 25 décembre 1963 au Chesnay, est un archiviste, bibliothécaire et historien français.
Spécialiste de l'histoire religieuse, il est aussi inspecteur général des archives et des bibliothèques de France, fondateur et président d'associations.

## Biographie
Henri Marie Léonce Celier est né au Mans le 19 janvier 1885. Il est le fils d'Alexandre Celier, avocat et personnalité catholique notoire, créé comte romain le 10 novembre 1911 par le pape Pie X pour son action en faveur de la Congrégation de Solesmes, et de Marie Françoise Joséphine Vézien de Montmartin,.

### Études, premières publications
Léonce Celier entre à seize ans à l'École nationale des chartes, en 1901 et en sort premier en février 1905. Pendant ses études, il publie ses premiers travaux en 1903 et 1904. Sa thèse d'école est le Catalogue des actes des évêques du Mans jusqu'à la fin du XIIIe siècle ; publiée en 1910, elle est la première du genre et devient un modèle d'étude sur la chancellerie des prélats.
Au sortir de l'École des chartes, en 1905, Léonce Celier part pour l'École française de Rome où il côtoie notamment Eugène Albertini, Louis Halphen, Albert Grenier, Jérôme Carcopino, André Piganiol et Pierre Boudreaux. Il y reste deux ans, jusqu'en septembre 1907, écrit sur les Dataires du XVe siècle et les origines de la Daterie apostolique, publié en 1910, et Alexandre VI et la réforme de l'Église, publié en 1907.

### Archiviste paléographe
À la fois archiviste paléographe et licencié en droit, il entre en juillet 1908 dans l'administration des archives comme attaché aux Archives du ministère des Affaires étrangères, jusqu'en février 1909. Également attaché au Centre de recherches historiques de Paris en 1908-1910, il enseigne par ailleurs à l'Institut catholique. En février 1909, il est nommé archiviste aux Archives nationales,.

### Première Guerre mondiale
Léonce Celier est engagé volontaire en 1914 et participe à la Première Guerre mondiale. Il prend part à la bataille des Flandres, à la campagne de Champagne. Il reçoit les galons de lieutenant d'artillerie à la bataille de Verdun en 1917, ainsi que la Croix de guerre,.

### Conservateur puis inspecteur général des bibliothèques et des archives
De retour après la guerre aux Archives nationales, Léonce Celier y gravit les échelons de la hiérarchie, devient conservateur adjoint des Archives nationales. Il est responsable des archives départementales en 1940. Inspecteur général des bibliothèques et des archives à partir d'octobre 1941, il assure la sauvegarde des collections par des mesures exceptionnelles, et des mesures supplémentaires de protection pour les livres précieux et les manuscrits. Il aide Marcel Bouteron à créer à partir de septembre 1944 la nouvelle direction des bibliothèques. En 1945, il n'a plus en charge que l'inspection générale des archives de France, les bibliothèques relevant d'une autre inspection générale. Il assure l'inventaire, le classement, le catalogage d'un grand nombre de fonds. Il reçoit l'honorariat en 1945 pour les bibliothèques, en 1956 pour les archives,,,.

### Publications, responsabilités associatives
En parallèle à l'exercice de ses responsabilités, Celier poursuit son œuvre d'érudit. Il fait paraître en 1940 les Sources de l'Église de France au Moyen Âge aux Archives nationales. Paul Guérin étant mort en 1911, il accepte de prendre sa suite pour la publication des Actes de la chancellerie royale concernant le Poitou et assure la parution des tomes XII, XIII et XIV (paru en 1958). Il contribue pendant plusieurs années, jusqu'en 1950, à la révision du Dictionnaire topographique de la Sarthe. Il s'attache aussi à publier la Chronique du Haut Berry, mais il n'a pas terminé cette œuvre au moment de sa mort, du fait du  nombre et de la complexité des manuscrits.
Par ailleurs chrétien actif, soucieux des plus démunis, il remplit un rôle important dans la Société de Saint-Vincent-de-Paul dont il devient le secrétaire général en 1919, puis en 1947 le vice-président général. Il écrit plusieurs ouvrages chrétiens de vulgarisation : Saint Charles Borromée en 1912, les Filles de la Charité en 1929, Procès de l'école libre en 1931. La personnalité de Frédéric Ozanam (1813-1853) l'attire particulièrement ; il lui consacre en 1956 une petite biographie, Frédéric Ozanam, qui reçoit en 1957 le prix Juteau-Duvigneaux décerné par l'Académie française, et il commence en collaboration l'édition de sa correspondance, dont il publie le premier volume en 1960.
Léonce Celier est président de l'Association des archivistes français, président de la Société de l'École des chartes, et de la Société de l'histoire de France en 1955,. Il est aussi codirecteur de la revue Archives et bibliothèques de 1930 à 1940. Il participe à diverses autres associations et instances professionnelles, et siège au Conseil de perfectionnement de son ancienne école où il est le rapporteur de nombreuses thèses.

### Décès, postérité
Il meurt le jour de Noël 25 décembre 1963 au Chesnay près de Versailles. Ses obsèques sont célébrées le 28 décembre ; l'homélie est prononcée par l'un de ses fils, Étienne, entré en religion.
- Il avait épousé en 1911 Marguerite Saint-Ange-Légé, petite-fille de Jules Petiet[4]. Ils ont onze enfants, parmi lesquels :
  - Charles Celier (en) (1912-1992), maître des requêtes au Conseil d'État, vice-président du comité mondial du scoutisme ;
  - Henri Celier (1914-1994), polytechnicien, résistant, ingénieur ;
  - Paul Celier (1915-1998), bibliothécaire de l'Institut de France ;
  - Alexandre Celier (1920-1946), résistant ;
  - Étienne Celier (1927-2022), prêtre jésuite ;
  - Michel Celier  (1929-2022), commissaire général de la Marine.

## Publications
- Saint Léonce honoré en Périgord, Bruxelles, Polleunis et Ceuterick, 1903.
- Les anciennes Vies de saint Domnole, Mamers, G. Fleury et A. Dangin, 1904, 19 p.
- Alexandre VI et la Réforme de l'Église, Rome, Caggiani, 1907, 124 p.
- Les Sceaux des évêques du Mans, XIIe et XIIIe siècles, Mamers, Fleury, 1907, 4 pl. et 16
- Catalogue des actes des évêques du Mans jusqu'à la fin du XIIIe siècle, avec introduction, Paris, H. Champion, 1910, LXXVII-404 p.
- Les Dataires du XVe siècle et les origines de la daterie apostolique, Paris, Fontemoing, 1910, 175 p.
- Saint Charles Borromée (1538-1584), Paris, J. Gabalda, 1912, 205 p. ; 4e éd. 1919.
- Bossuet et Jacques II en 1693, Paris, Letouzey et Ané, 1914, 15 p.
- Deux procès de madame Anne de France, dame de Beaujeu, Paris et Nogent-le-Rotrou, Daupeley-Gouverneur, 1919, 22 p.
- Jeune visage d'une œuvre ancienne. La Société de Saint-Vincent de Paul, Paris, Société de Saint Vincent de Paul, 1929, 19 p.
- Répertoire critique des anciens inventaires d'archives. Archives nationales : série R (papiers des princes), Paris, H. Didier, 1930, 79 p.
- Le Procès de l'école libre (mai-septembre 1931), Paris, J. de Gigord, 1931, 187 p.
- L'histoire et l'œuvre de l'École française de Rome, Paris, E. de Boccard, 1931, 361 p. ; avec Jean Bayet, Jérôme Carcopino et al.
- Répertoire critique des anciens inventaires d'archives. Archives nationales : série T (séquestre), Paris, H. Didier, 1932, 93 p.
- Sources de l'Église de France au Moyen Âge aux Archives nationales, 1940.
- Les Filles de la Charité, Paris, Grasset, 1929, 75 p. ; nouvelle édition, Grasset, 1951, 263 p. – Prix Thérouanne de l'Académie française en 1930.
- Recensement des biens d'église à la fin du XIVe siècle, Paris, 1955.
- Frédéric Ozanam, Paris, P. Lethielleux, 1956, XII-149 p. – Prix Juteau-Duvigneaux 1957 décerné par l'Académie française.
- (éd. scientifique) Recueil de documents concernant le Poitou, contenus dans les registres de la Chancellerie de France, XIV, (1486-1502), Poitiers, Société des archives historiques du Poitou, 1958, 227 p.
- (éd. scientifique, en collab.) Frédéric Ozanam, Lettres de jeunesse : 1819-1840, Paris, Bloud et Gay, 1960, 461 p.
- (éd. scientifique, en collab.) Gilles Le Bouvier, Les Chroniques du roi Charles VII, Paris, C. Klincksieck, 1979.
- Préfaces, contributions à divers ouvrages collectifs, nombreux articles. Directeur de publication d'Archives et bibliothèques.

## Distinctions

### Décorations
- Officier de la Légion d'honneur, 1950[2].
- Officier de l'Instruction publique, avant 1950[2].
- Croix de guerre 1914–1918 [4].

### Récompenses
- Prix Juteau-Duvigneaux de l'Académie française, 1957.
- Prix Saintour de l'Académie des inscriptions et belles-lettres[2].
- Prix Thérouanne de l'Académie française en 1930